# Sportjahr 1896
Liste der Sportjahre

◄◄ | ◄ | 1892 | 1893 | 1894 | 1895 | Sportjahr 1896 | 1897 | 1898 | 1899 | 1900 | ► | ►►

Weitere Ereignisse  · Motorsportjahr · Olympische Spiele

## Ereignisse

### Olympische Spiele
- 14. Februar: Der Dansk Idræts-Forbund, aus dem sich das Dänische Olympische Komitee entwickelt, wird durch Zusammenschluss von 18 nationalen Sportverbänden gegründet.

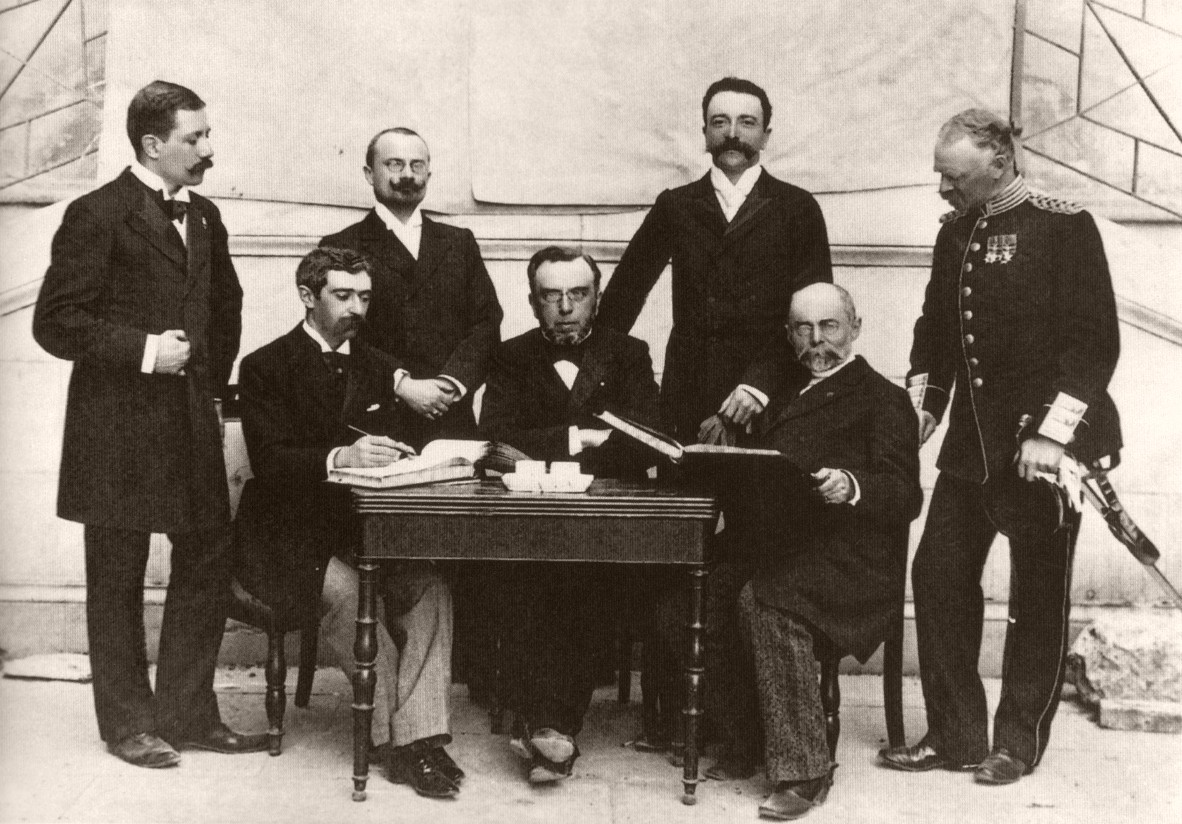
Sieben Mitglieder des Internationalen Olympischen Komitees in Athen

- 6. bis 15. April: In Athen finden die I. Olympischen Spiele statt. An den ersten Olympischen Spielen der Neuzeit nehmen ausschließlich Männer teil. Es finden Wettbewerbe in den Disziplinen Fechten, Gewichtheben, Leichtathletik, Radsport auf der Bahn und auf der Straße, Ringen, Schießen, Schwimmen, Tennis und Turnen statt.
- 6. April: Anlässlich der Olympischen Spiele wird von der ELTA eine Briefmarkenserie herausgegeben, die maßgeblich zur Finanzierung der Spiele beiträgt.
- 6. April: Erster Sieger eines olympischen Ereignisses wird der US-Amerikaner Francis Lane in einem 100-m-Vorlauf. Erster Olympiasieger der Neuzeit wird der US-Amerikaner James Connolly, der den Dreisprungbewerb mit über einem Meter Vorsprung für sich entscheidet.
- 9. April: Im Olympischen Fechtturnier im Säbel liegt der Österreicher Adolf Schmal bereits mit zwei Siegen in Führung, als König Georg I. ins Stadion kommt. Um diesem die Beobachtung des gesamten Turniers zu ermöglichen, werden alle Wettkämpfe annulliert und neu ausgetragen. In diesem zweiten Durchgang verliert Schmal die beiden Kämpfe und wird letztlich nur Vierter. Sieger wird der Grieche Ioannis Georgiadis.

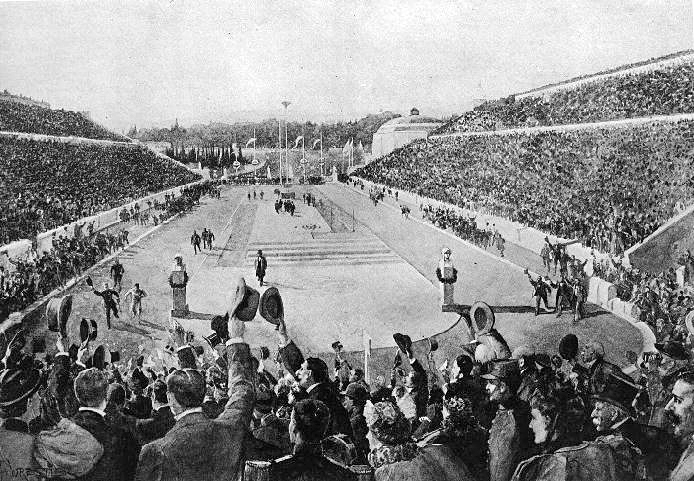
Spyridon Louis beim Zieleinlauf

- 10. April: Der Grieche Spyridon Louis wird Olympiasieger im ersten neuzeitlichen Marathonlauf in 2:58:50 Stunden.
- 11. April: Der deutsche Turner Carl Schuhmann gewinnt den einzigen Wettbewerb im Ringen, die offene Gewichtsklasse im griechisch-römischen Stil.

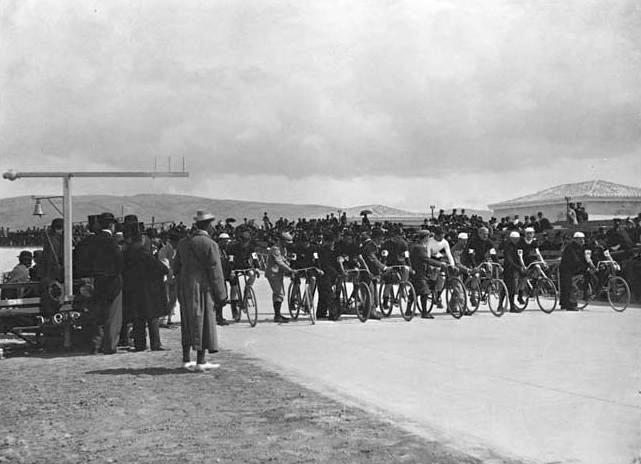
Start zum Straßenrennen

- 12. April: Das Straßenrennen der Radfahrer wird erstmals durchgeführt. Die 87-km lange Strecke führt von Athen nach Marathon und wieder zurück. Sieger wird der Grieche Aristidis Konstantinidis vor dem Deutschen August Gödrich.
- 13. April: Das 12-Stunden-Rennen im Bahnradsport ist die letzte Disziplin bei den Olympischen Spielen 1896. Sieger wird der Österreicher Adolf Schmal.
- 15. April: Mit der Schlussfeier enden die I. Olympischen Spiele der Neuzeit.

### Fechten
- 23. September: Die Deutschen Fechtmeisterschaften 1896 in Berlin stellen den ersten Versuch einer nationalen Meisterschaft im Sportfechten dar. Gefochten werden nur Einzelmeisterschaften in den Waffen Säbel und Florett.

### Fußball und andere „Rasensportarten“
- 12. April: Der Hannoversche Sportverein von 1896 (Hannover 96) wird gegründet.
- 5. Mai: Der 1. FC Pforzheim wird gegründet.
- 13. Mai: Der VfB Leipzig wird gegründet.
- 25. Mai: Der Deutsche Fußball-Club Prag wird gegründet.
- 15. Juni: Der Magdeburger FC Viktoria 1896 wird gegründet.
- 7. Juli: Der Verband Leipziger Ballspiel-Vereine wird gegründet.

Mitglieder von Terra Pila auf der Theresienwiese

- 5. September: Mehrere Gymnasiasten und Studenten gründen in München den „Verein für Rasensportarten“ Terra Pila, aus dem sich später der 1. Münchner FC 1896 entwickelt. Am Beginn wird auf der Theresienwiese vornehmlich Baseball und Faustball gespielt. Wann sich der Verein dem Fußball zuwendet, ist nicht bekannt.
- Aston Villa wird zum zweiten Mal englischer Meister.
- Der Berliner FC Favorit von 1896 wird gegründet.
- Der Hockeyclub Münchner SC wird gegründet.

### Leichtathletik
- Der US-Amerikaner Ray Ewry stellt mit 1,613 m den ersten offiziellen Weltrekord im Standhochsprung auf.

### Motorsport
- Das London-Brighton-Autorennen wird erstmals durchgeführt.

### Radsport

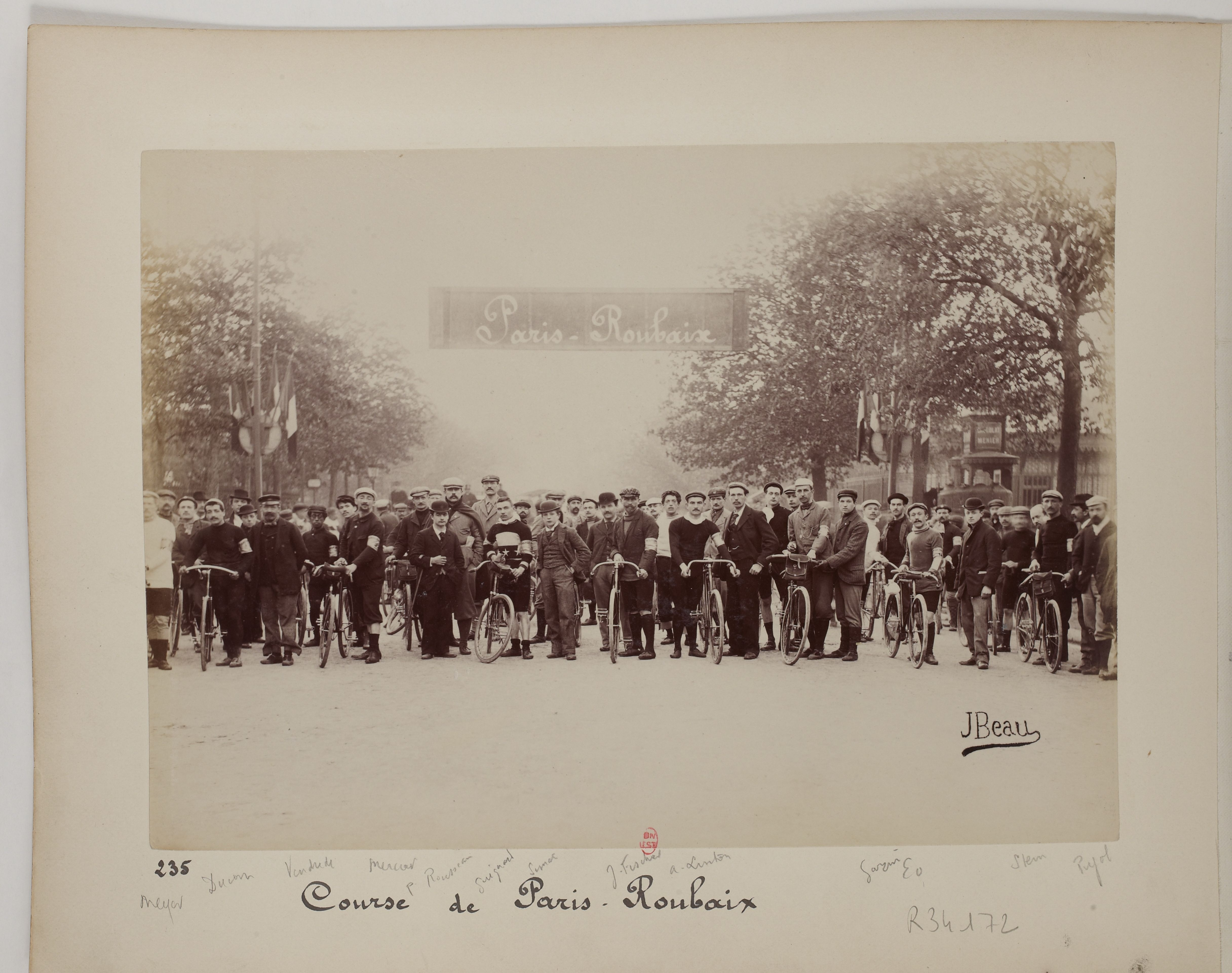
Paris-Roubaix vor dem Start des Rennens in Paris

- 19. April: Der deutsche Josef Fischer gewinnt die erste Austragung von Paris–Roubaix.
- 17. Mai: Das Radrennen Paris–Tours wird erstmals ausgetragen.
- 15. bis 17. August: Bahn-Radweltmeisterschaften 1896
- 28. August: Das Radrennen Rund um Berlin wird erstmals ausgetragen.
- Der Arbeiter-Radfahrerbund Solidarität wird in Offenbach am Main gegründet.

### Rudern
- 28. März: Oxford besiegt Cambridge im Boat Race in 20′01″.

### Rugby
- 14. März: Irland gewinnt die Home Nations Championship 1896.

### Schach
- 4. Januar: Schachweltmeister Emanuel Lasker besiegt in der entscheidenden Partie des Viermeister-Turniers von Sankt Petersburg den führenden Harry Nelson Pillsbury.
- 7. November: Die Schachweltmeisterschaft 1896 zwischen Emanuel Lasker und Wilhelm Steinitz beginnt. Sie dauert bis zum 14. Januar 1897.

### Schwimmen
- 2. Februar: Der Magdeburger Schwimmclub von 1896 wird gegründet.
- Deutsche Schwimmmeisterschaften 1896

### Tennis
- 28. Juni: In Bern wird die Schweizerische Lawn Tennis Association gegründet, der erste nationale Tennisverband in Kontinentaleuropa. Ziel ist es, die Turnierszene zu reglementieren und eine Schweizer Meisterschaft auszuspielen.

### Turnen
- Die Freie Turnerschaft Frankfurt am Main wird gegründet.

### Wintersport
- 5. und 6. Januar: Es fanden die ersten internationalen Skirennen auf Wiener Gebiet in Pötzleinsdorf mit norwegischer Beteiligung statt. Das Juniorenlaufen über 350 m gewann der Wiener Mauthner, das Seniorenlaufen Franz Nachförg aus Semmering, den Sprunglauf der Norweger Eeyvind Roll, der auch das Handicaprennen gewann. Die Vereinsmeisterschaft gewann Franz Werberger aus Semmering, das Skiderby über 12 km der Norweger Karl Roll und der Norwegen Sondersen das Springen mit 14 m.[1]
- 9. Februar: In Sankt Petersburg findet von der Internationalen Eiskunstlaufunion organisiert die erste Weltmeisterschaft im Eiskunstlauf statt. Erster Sieger in dem anfangs nur für Herren konzipierten Wettbewerb wird der Deutsche Gilbert Fuchs.
- 7. November: Der Prince’s Skating Club in Hammersmith wird gegründet. Im gleichen Jahr erfolgt auch die Gründung des Princes Ice Hockey Club durch Peter Patton.

### Medien

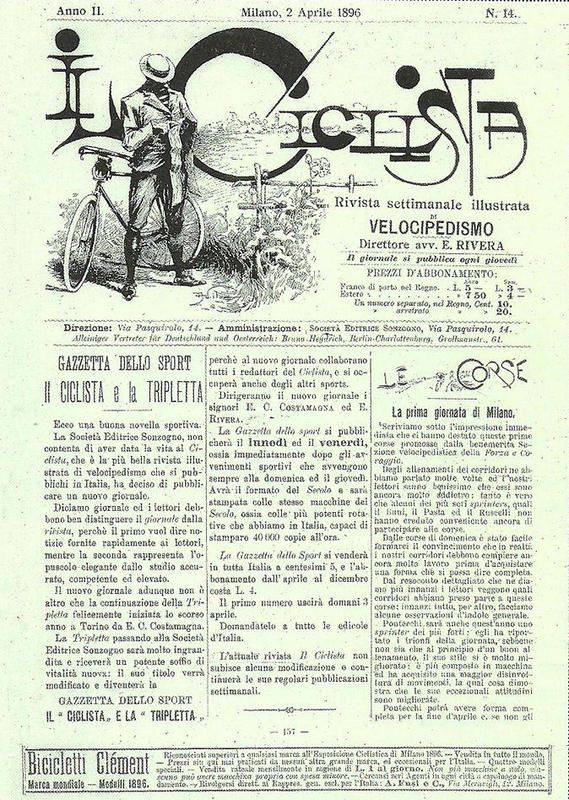
Il Ciclista, eine Beilage des Corriere della Sera vom 2. April, kündigt La Gazzetta dello Sport an.

- 3. April: La Gazzetta dello Sport erscheint erstmals, herausgegeben von Eugenio Camillo Costamagna.

## Geboren

### Januar
- 01. Januar: Auguste Parfondry, belgischer Radrennfahrer († unbekannt)
- 02. Januar: Władysław Dobrowolski, polnischer Säbelfechter, Leichtathlet und Sportfunktionär († 1969)
- 02. Januar: Piet Ikelaar, niederländischer Radrennfahrer und Radsportfunktionär († 1992)
- 03. Januar: Bertha Zahourek, österreichische Schwimmerin († 1967)
- 04. Januar: Clement Browne, US-amerikanischer Wasserballspieler († 1964)
- 04. Januar: Léon Quaglia, französischer Eishockeyspieler und Eisschnellläufer († 1961)
- 06. Januar: Erhard Mayke, deutscher Eisschnellläufer († 1962)
- 07. Januar: Amedée Rossi, französischer Automobilrennfahrer († 1963)
- 10. Januar: François Lafortune, belgischer Sportschütze († unbekannt)
- 10. Januar: Robert Wampfler, Schweizer Skilangläufer († unbekannt)
- 11. Januar: Heinrich Stuhlfauth, deutscher Fußballspieler († 1966)
- 12. Januar: Umberto De Morpurgo, italienischer Tennisspieler († 1961)
- 13. Januar: Antonio Herin, italienischer Skilangläufer († 1990)
- 15. Januar: Jack Oosterlaak, südafrikanischer Sprinter († 1968)
- 18. Januar: Vilho „Ville“ Ritola, finnischer Leichtathlet († 1982)
- 19. Januar: Volger Andersson, schwedischer Skilangläufer († 1969)
- 21. Januar: Alphonse Burnand, US-amerikanischer Segler († 1981)
- 25. Januar: Corb Denneny, kanadischer Eishockeyspieler († 1963)
- 30. Januar: Georges Paulus, französischer Schwimmer († 1937)

### Februar
- 02. Februar: Einar Ræder, norwegischer Leichtathlet, († 1976)
- 04. Februar: Max Böhland, US-amerikanischer Leichtathlet († 1975)
- 05. Februar: Hans Paschen, deutscher Regattasegler († 1960)
- 07. Februar: Christian Thomas, dänischer Turner († 1970)
- 09. Februar: Frédéric Claessens, belgischer Radrennfahrer († unbekannt)
- 09. Februar: Arthur Rydstrøm, norwegischer Turner († 1986)
- 09. Februar: René Savoie, Schweizer Eishockeyspieler († 1961)
- 10. Februar: Gunnar Söderlindh, schwedischer Turner († 1969)
- 11. Februar: Józef Kałuża, polnischer Fußballspieler und -trainer († 1944)
- 11. Februar: Gunnar Lindström, schwedischer Leichtathlet († 1951)
- 11. Februar: Aron Pollitz, Schweizer Fußballspieler († 1977)
- 13. Februar: Margarete Adler, österreichische Schwimmerin († 1990)
- 15. Februar: Daniel Lehu, französischer Schwimmer († 1979)
- 15. Februar: František Pecháček, tschechoslowakischer Turner († 1944)
- 16. Februar: Roberto Chery, uruguayischer Fußballtorhüter († 1919)
- 16. Februar: Albert De Bunne, belgischer Radrennfahrer († unbekannt)
- 17. Februar: Arthur Qvist, norwegischer Reiter († 1973)
- 20. Februar: Olindo Raggi, italienischer Motorradrennfahrer († 1926)
- 22. Februar: Paul Müller, Schweizer Eishockeyspieler, -trainer und -schiedsrichter († 1974)
- 22. Februar: Edvin Wide, schwedischer Leichtathlet († 1996)
- 23. Februar: Edward Pitblado, britischer Eishockeyspieler († 1978)
- 25. Februar: Rudolf Kühnel, österreichischer Leichtathlet († 1950)

### März
- 02. März: Clair Bee, US-amerikanischer Basketballtrainer († 1983)
- 02. März: Alex Servais, luxemburgischer Sprinter und Speerwerfer († 1949)
- 02. März: Jan de Vries, niederländischer Leichtathlet († 1939)
- 06. März: August Werner, deutscher Fußballspieler († 1968)
- 07. März: Henri Duvanel, französischer Wasserballspieler († 1953)
- 08. März: Owen Churchill, US-amerikanischer Segler († 1985)
- 11. März: Hermann Weber, deutscher Motorradkonstrukteur und -rennfahrer († 1948)
- 13. März: Erich Sichting, deutscher Politiker, Antifaschist und Sportfunktionär († 1946)
- 14. März: Walter Krause, deutscher Fußballspieler († 1948)
- 17. März: Erik Andersson, schwedischer Schwimmer und Wasserballspieler († 1985)
- 21. März: Ernst Günther Burggaller, deutscher Automobilrennfahrer und Jagdflieger († 1940)
- 24. März: Christopher Dotterweich, US-amerikanischer Radrennfahrer († 1969)
- 24. März: Stefan Rosenbauer, deutscher Fechter und Fotograf († 1967)
- 29. März: Vitorino Fernandes, brasilianischer Wasserballspieler († 1983)
- 31. März: Wilhelm Reichert, deutscher Ruderer († unbekannt)

### April
- 03. April: Miguel Madero, argentinischer Ruderer († unbekannt)
- 06. April: Georg Tengvall, schwedischer Segler († 1954)
- 07. April: Julius Hirsch, deutscher Fußballspieler († unbekannt)
- 10. April: Albert Geromini, Schweizer Eishockeyspieler († 1961)
- 11. April: Ralph Hepburn, US-amerikanischer Motorrad- und Automobilrennfahrer († 1948)
- 14. April: Charles Courant, Schweizer Ringer und Schwinger sowie Sportfunktionär († 1982)
- 16. April: Árpád Weisz, ungarischer Fußballspieler und -trainer († 1944)
- 18. April: Apostolos Nikolaidis, griechischer Sportler und Sportfunktionär († 1980)
- 19. April: Esteban Canal, peruanischer Schach-Großmeister († 1981)
- 19. April: Paul Esparbès, französischer Leichtathlet († 1934)
- 20. April: Asbjørn Bodahl, norwegischer Turner († 1962)
- 21. April: Russ Stein, US-amerikanischer American-Football-Spieler und Sheriff († 1970)
- 21. April: Einar Thulin, schwedischer Leichtathlet († 1963)
- 22. April: Gunnar Jamvold, norwegischer Segler († 1984)
- 22. April: Max Ludwig, deutscher Bobfahrer († 1957)
- 23. April: Vittorio Rosa, italienisch-argentinischer Automobilrennfahrer († unbekannt)
- 23. April: Joseph Servella, französischer Leichtathlet († 1980)
- 27. April: Rogers Hornsby, US-amerikanischer Baseballspieler († 1963)
- 29. April: Erik Lundqvist, schwedischer Sportschütze († 1961)
- 29. April: Jean Proess, luxemburgischer Sprinter und Mittelstreckenläufer († 1978)
- 30. April: Väinö Rainio, finnischer Leichtathlet († 1979)
- 30. April: Colby Slater, US-amerikanischer Rugbyspieler († 1965)

### Mai
- 01. Mai: Carl Abrahamsson, schwedischer Eishockeyspieler († 1948)
- 02. Mai: Norman Ross, US-amerikanischer Schwimmer († 1953)
- 02. Mai: Árpád Vajda, ungarischer Schachspieler († 1967)
- 04. Mai: Václav Lancinger, tschechoslowakischer Wasserballspieler († unbekannt)
- 06. Mai: Marion Jessup, US-amerikanische Tennisspielerin († 1980)
- 07. Mai: Kathleen McKane Godfree, englische Tennisspielerin († 1992)
- 08. Mai: Gustav Gottenkieny, Schweizer Fußballspieler und -trainer († 1959)
- 11. Mai: Louis Stoop, belgischer Turner († 1970)
- 13. Mai: Charles Pahud de Mortanges, niederländischer Vielseitigkeitsreiter und Sportfunktionär († 1971)
- 15. Mai: Harry Lien, US-amerikanischer Skispringer († 1978)
- 18. Mai: Eric Backman, schwedischer Leichtathlet († 1965)
- 23. Mai: Temple Ashbrook, US-amerikanischer Segler († 1976)
- 23. Mai: Louis Balbach, US-amerikanischer Wasserspringer († 1943)
- 23. Mai: András Kuttik, ungarischer Fußballspieler und -trainer († 1970)
- 26. Mai: Åke Bergman, schwedischer Schwimmer und Wasserballspieler († 1941)
- 28. Mai: Harry Wilson, neuseeländischer Hürdenläufer († 1979)
- 30. Mai: Andrés Gazzotti, argentinischer Polospieler († 1984)

### Juni
- 02. Juni: Fritjof Svensson, schwedischer Ringer († 1961)
- 04. Juni: Léon Metzler, luxemburgischer Fußballspieler († 1930)
- 10. Juni: Alfred Steen, norwegischer Schwimmer († 1949)
- 10. Juni: József Viola, ungarischer Fußballspieler und -trainer († 1949)
- 14. Juni: Samuel Mosberg, US-amerikanischer Boxer († 1967)
- 19. Juni: Jenő Gáspár, ungarischer Leichtathlet († 1945)
- 22. Juni: Kléber Balmat, französischer Skisportler († 1961)
- 23. Juni: Tewfik „Toothpick“ Abdullah, ägyptischer Fußballspieler († 1950)
- 23. Juni: Henry Brask Andersen, dänischer Bahnradsportler († 1970)
- 23. Juni: Robert Johnsen, dänischer Turner († 1975)
- 25. Juni: John Langley, US-amerikanischer Eishockeyspieler († 1967)
- 29. Juni: Piet Plantinga, niederländischer Wasserballspieler († 1944)

### Juli
- 02. Juli: Frederik Hansen, dänischer Turner († 1962)
- 03. Juli: Émile Bouchès, französischer Turner († 1946)
- 03. Juli: Ivan Dresser, US-amerikanischer Leichtathlet († 1956)
- 03. Juli: Lajos Kurunczy, ungarischer Leichtathlet († 1983)
- 04. Juli: Antonio Marovelli, italienischer Turner († 1943)
- 05. Juli: Gustav Hentschel, US-amerikanischer Radrennfahrer († 1980)
- 08. Juli: Jacques De Wykerslooth De Rooyesteyn, belgischer Moderner Fünfkämpfer († 1988)
- 13. Juli: Rex Lassam, britischer Schwimmer († 1983)
- 18. Juli: Thelma Payne, US-amerikanische Wasserspringerin († 1988)
- 18. Juli: Georg Vest, dänischer Turner († 1977)
- 23. Juli: Gaston Duval, französischer Automobilrennfahrer († 1970)
- 24. Juli: Edmond Maillard, chilenischer Radrennfahrer († 1969)
- 25. Juli: José Naya, uruguayischer Fußballspieler († 1977)
- 26. Juli: Tim Birkin, britischer Automobilrennfahrer († 1933)
- 31. Juli: Andreas Stadler, österreichischer Gewichtheber († 1941)

### August
- 07. August: William Langford, kanadischer Ruderer († 1973)
- 10. August: Konrad Johannesson, kanadischer Eishockeyspieler († 1968)
- 12. August: Tsunenohana Kan’ichi, japanischer Sumōringer und 31. Yokozuna († 1960)
- 13. August: François Hugues, französischer Fußballspieler und -trainer († 1965)
- 14. August: Julien Lehouck, belgischer Leichtathlet († 1944)
- 19. August: Buck Boucher, kanadischer Eishockeyspieler († 1960)
- 19. August: Vilho Niittymaa, finnischer Leichtathlet († 1979)
- 22. August: Frank Loomis, US-amerikanischer Leichtathlet († 1971)
- 24. August: Jón Jónsen, isländischer Langstreckenläufer († 1981)
- 26. August: Kenneth Myers, US-amerikanischer Ruderer († 1974)
- 27. August: Peter Jamvold, norwegischer Segler († 1962)
- 28. August: Harry Dénis, niederländischer Fußballspieler († 1971)
- 30. August: Louise Otto, deutsche Schwimmerin († 1975)

### September
- 04. September: Adolphe Reymond, Schweizer Fußballspieler († 1976)
- 04. September: Arthur Tell Schwab, Schweizer Leichtathlet († 1945)
- 05. September: Albert Becker, österreichischer Schachmeister († 1984)
- 05. September: Karl Ebb, finnischer Unternehmer, Leichtathlet und Automobilrennfahrer († 1988)
- 08. September: Herbert Karlsson, schwedischer Fußballspieler († 1952)
- 13. September: Jake Lanum, US-amerikanischer American-Football-Spieler († 1968)
- 14. September: Georges Piot, französischer Ruderer († 1980)
- 20. September: Friedrich Sämisch, deutscher Schachspieler († 1975)
- 22. September: Dunky Wright, britischer Leichtathlet († 1976)
- 27. September: Jaap Bulder, niederländischer Fußballspieler († 1979)
- 29. September: Sven Lundgren, schwedischer Leichtathlet († 1960)
- 30. September: Antonín Perič, tschechoslowakischer Radrennfahrer († unbekannt)

### Oktober
- 07. Oktober: Paulino Alcántara, spanisch-philippinischer Fußballspieler († 1964)
- 07. Oktober: Grete Rosenberg, deutsche Schwimmerin († 1979)
- 10. Oktober: Omer Corteyn, belgischer Sprinter († 1979)
- 13. Oktober: Augustin Hilty, liechtensteinischer Sportschütze († 1955)
- 13. Oktober: Hans Lewy, deutscher Automobilrennfahrer († 1942)
- 17. Oktober: Rodolfo Terlizzi, italienischer Fechter († 1971)
- 19. Oktober: Domingos de Sousa Coutinho, portugiesischer Springreiter († 1984)
- 19. Oktober: Nat Holman, US-amerikanischer Basketballspieler und -trainer († 1995)
- 21. Oktober: Geoffrey Bamforth, englischer Fußballspieler († 1985)
- 21. Oktober: Salvatore Cabella, italienischer Wasserspringer († 1965)
- 23. Oktober: William Bartlett, US-amerikanischer Leichtathlet († 1946)
- 23. Oktober: Kęstutis Bulota, litauischer Sportler († 1941 od. 1942)
- 25. Oktober: Nils Backlund, schwedischer Wasser- und Fußballspieler sowie Sportfunktionär († 1964)
- 27. Oktober: Emanuel Prüll, tschechoslowakischer Schwimmer († 1980)
- 28. Oktober: Albert Heijnneman, niederländischer Leichtathlet († 1944)
- 29. Oktober: Ernfrid Rydberg, schwedischer Leichtathlet († 1976)
- 31. Oktober: William Hill, britischer Leichtathlet († 1958)

### November
- 01. November: Walker Smith, US-amerikanischer Leichtathlet († 1993)
- 03. November: Armand Burtin, französischer Leichtathlet († 1972)
- 03. November: Henrik Nielsen, norwegischer Turner († 1973)
- 04. November: Erik Blomqvist, schwedischer Leichtathlet († 1967)
- 04. November: Henning Müller, schwedischer Tennisspieler († 1980)
- 11. November: Eino Seppälä, finnischer Leichtathlet († 1968)
- 14. November: Carl-Erik von Braun, schwedischer Tennisspieler († 1981)
- 15. November: August Sørensen, dänischer Sprinter († 1979)
- 17. November: Rudolf Rupec, österreichischer und jugoslawischer Fußballspieler († 1983)
- 23. November: Harry Prieste, US-amerikanischer Wasserspringer, Unterhaltungskünstler und Schauspieler († 2001)
- 25. November: Franciszek Bujak, polnischer nordischer Skisportler († 1975)
- 25. November: Tore Holm, schwedischer Segler († 1977)
- 28. November: Albert Olsson, schwedischer Fußballspieler († 1977)
- 29. November: Lucjan Kulej, polnischer Eishockeyspieler und Ruderer († 1971)

### Dezember
- 01. Dezember: Hans Müller, österreichischer Schachmeister und Theoretiker († 1971)
- 06. Dezember: Bernard Rubin, britischer Automobilrennfahrer († 1936)
- 06. Dezember: George Trafton, US-amerikanischer American-Football-Spieler († 1971)
- 08. Dezember: Ezio Roselli, italienischer Turner († 1963)
- 09. Dezember: Gösta Runö, schwedischer Moderner Fünfkämpfer († 1922)
- 11. Dezember: Enrico Colli, italienischer Skilangläufer († 1982)
- 11. Dezember: Ernesto Sota, mexikanischer Fußballspieler, -trainer und -funktionär († 1977)
- 13. Dezember: Rafael Garza Gutiérrez, mexikanischer Fußballspieler und -trainer († 1974)
- 15. Dezember: José Vidal, uruguayischer Fußballspieler († 1974)
- 16. Dezember: Laurits Jørgensen, dänischer Stabhoch- und Dreispringer († 1976)
- 18. Dezember: Edwin Myers, US-amerikanischer Leichtathlet († 1978)
- 20. Dezember: Arvid Andersson, schwedischer Turner († 1992)
- 20. Dezember: Hazel Hotchkiss Wightman, US-amerikanische Tennis-, Tischtennis-, Badminton- und Squashspielerin († 1974)
- 23. Dezember: Henri Smets, belgischer Langstreckenläufer († 1950)
- 27. Dezember: Maurice Dewaele, belgischer Radrennfahrer († 1952)
- 28. Dezember: Philippe Étancelin, französischer Automobilrennfahrer († 1981)

### Genaues Datum unbekannt
- Charles Biefer, Schweizer Wasserballspieler († unbekannt)
- Joseph Cludts, belgischer Schwimmer und Wasserballspieler († unbekannt)
- François Gibens, belgischer Turner († 1964)
- Rupert Karner, österreichischer Motorradrennfahrer († 1928)
- Alfredo Panella, italienischer Motorradrennfahrer († unbekannt)
- George Parker, australischer Geher († 1974)
- Richard Schikat, deutscher Ringer († 1968)

## Gestorben
- 29. Juni: Marmaduke Wyvill, englischer Aristokrat, Politiker und Schachmeister (* 1814)
- 23. Juli: Arthur Linton, walisischer Radrennfahrer (* 1868)
- 10. August: Otto Lilienthal, deutscher Pionier des Gleit- und Muskelkraftflugs (* 1848)